# Буковє-при-Сливниці
Буковє-при-Сливниці (словен. Bukovje pri Slivnici) — поселення в общині Шентюр, Савинський регіон, Словенія.
Висота над рівнем моря: 419,5 м.